# Area B2: attacco!
Area B2: attacco! (Armored Command) è un film del 1961, diretto da Byron Haskin.